# Ребрендирање
Ребрендирање се односи на промјену позиције коју одређени производ или услуга заузимају у свијести потрошача. Ријеч је о осјетљивом и захтјевном процесу који одређује циљну групу, конкуренцију и карактеристике производа, с тиме да позиција бренда увијек мора бити јединствена, пожељна и разликовати бренд од конкуренције.

## Појам и сврха репозиционирања
Бренд је за потрошача један од оних атрибута производа који опредељује његову куповину. Зато компанија настоји да креира бренд који ће бити јединствен и чија конкуренција неће моћи да копира. Изградњу бренда и његово позиционирање компанија мора да спроводи опрезно иу складу са глобалном маркетиншком стратегијом. Промене у окружењу повремено захтевају репозиционирање компаније. Ребрандирање и/или репозиционирање је изазован процес преобликовања идентитета или перцепције неког бренда. Понекад је одлична прилика за нови почетак или узлет бренда, али и ризичан поступак у којем погрешан корак може наштетити популарности или репутацији предузећа. Предузећа су присиљена користити се различитим стратегијама како би задржала повољан тржишни положај у односу на конкуренцију, очувале тржишни удио и повећали профит. 
Важан елемент стратегије позиционирања је праћење ефективности и ефикасности њене примјене, праћење одступања између планиране и остварене позиције производа и узрока тог одступања, као и предузимање корективних акција. Разлози за поновно позиционирање односно репозиционирање производа су бројни и најчешће се манифестују у стагнацији или паду продаје односно у губитку тржишног учешћа. Неопходно је истражити праве узроке потребе репозиционирања. Организација може да се суочи са четири главне грешке у позиционирању производа :
а)  потпозиционирање – потрошачи имају нејасну идеју о марки, не знају довољно о њој;
б)  натпозиционирање – потрошачи имају сувише уску представу о марки;
в) конфузно позиционирање – потрошачи имају конфузну представу о марки, усљед апеловања многих захтјева или лоше изведеног репозиционирања;
г) двојно позиционирање – потрошачи тешко могу да повјерују у карактеристике производа, произвођача или цијене .
Фактори који доводе до узрока неадекватности постојеће позиционираности и иницирају потребу иновирања  и репозиционирања су :  
- промјене преференција и захтјева потрошача;
- акције конкуренције у виду позиционирања или увођење новог производа;
- рапидне технолошке промјене које доводе до скраћивања животног циклуса производа и  промјене у захтјеву потрошача, откривају нове материјале и технолошке поступке и доводе до застарјевања бројних производа;
- глобализација (инострана конкуренција и могућности позиционирања производа на новим тржиштима и за нове потребе);
- државна регулација;
- трошкови и расположивост материјала;
- демографске промјене;
- односи са добављачима; алијансе итд.

Репозиционирање представља ревизију текућег позиционирања производа и пратећег маркетинг микса и тражење нове атрактивније позиције. Циљеви репозиционирања су продужење животног циклуса производа и исправљање грешке оригиналног позиционирања. Базично постоје три начина репозиционирања производа: 
1) за постојеће купце, 
2) за нове купце,  
3) за нове употребе. 
У првом случају репозиционирање се врши на основу промјене имиџа или вриједности маркетинг понуде. Ако је првобитна стратегија позиционирања била усмјерена на постојеће потрошаче репозиционирање се може вршити кроз промовисање различитих употреба постојећег производа или привлачење нових потрошача. Код репозиционирања ради откривања, тј. привлачења нових потрошача потребно је производ презентовати на нов начин да се привуку нови и истовремено задрже постојећи потрошачи. У случају репозиционирања производа за нове потребе које нису првобитно планиране, потребно је сагледати нове потенцијалне употребе и промовисати их. Најбоље је поћи од начина на који потрошачи користе производ јер су они добар извор идеја нових употреба постојећег производа. Добар примјер је Ду Понт-ов производ најлон, еволуција његове употребе: за производњу чарапа, гума, текстила, подних облога итд. Током свог животног вијека производ се може више пута позиционирати. Стратегија репозиционирања је актуелна у фази зрелости и опадања. У тим фазама животног циклуса производа организација мора да донесе одлуку да ли ће да предузме мјере да продужи животни вијек производа, репозиционира производ да одржи супериорност, или ће да га повуче са тржишта и развије нови производ. Кад организација разматра позиционираност свог производа она је у ситуацији да ојача постојећу или да гради сасвим нову конкурентску позицију, тј. да репозиционира производ. Прва могућност је да се појачаним маркетиншким напором оснажи постојећа позиција производа и да се реновира постојећа слика о понуди производа а како би се повећала његова привлачност за потрошаче. Организација интервенише тактичким средствима и дјелимичним промјенама стратешког карактера везаним за поједине инструменте маркетинг микса. Задржавањем главне стратегије задржава се традиционални имиџ и он се побољшава или модернизује увођењем нових елемената, нпр. нових услуга и другух елемената понуде.  Када информације са тржишта почну да дају упозоравајуће сигнале који не могу да се превазиђу  корективним тактичким активностима, чији су најважнији показатељи: смањење тржишног учешћа, смањење обима продаје и профита, организација треба да потпуно репозиционира тржишну позицију. Ова алтернатива захтјева измјену стратешких основа, тј. елемената позиционирања. Главни проблем је антиципирати структурне промјене у тржишно окружењу и на основу тога вршити благовремена прилагођавања тржишне позиције. Репозиционирање производа је напор организације да се промјени имиџ и/или вриједност маркетинг понуде, тако да циљни сегмент разумије и уважава шта се мијења и шта представља у односу на конкуренцију. Репозиционирање производа се може постићи промјенама у атрибутима производа и укупне маркетинг понуде, али и промјенама у сагледавању користи производа и укупне понуде од стране потрошача. Инкрементално репозиционирање подразумијева мале промјене имиџа и вриједности понуде организације. У фокусу психолошког репозиционирања је значајна промјена имиџа. Код стварног репозиционирања врши се промјена вриједности понуде а код стратегијског репозиционирања значајне промјене вриједности понуде и имиџа.
Недовољно рентабилно диференцирање односно издвајање производа у односу на конкуренцију и непостојање конкурентске предности на појединим циљним тржиштима и/или губљење преференција потрошача захтијева репозиционирање производа, било физичким диференцирањем (стварно репозиционирање), било психолошким диференцирањем (психолошко репозиционирање) или директним диференцирањем у односу на конкурентску понуду (конкурентско депозиционирање).

## Стратегије репозиционирања
Филип Котлер детаљније рашчлањује проблем и указује на шест стратегија репозиционирања производа: 
1) модификовање производа – стварно репозиционирање,
2) промјена увјерења о марки – психолошко репозиционирање, 
3) промјена увјерења о онкурентским маркама – конкурентско депозиционирање, 
4) промјена вриједности значења атрибута – да потрошачи поклоне више пажње карактеристикама по којима је марка организације у предности, 
5) скретање пажње на занемарене атрибуте производа, и 
6) мијењање модела идеалног производа потрошача.
Сам процес репозиционирања је исти као и приликом оригиналног позиционирања, при чему је акценат код репозиционирања на сагледавању нове позиције. Диференцирање производа у односу на конкурентске производе, ради постизања боље позиције, може се вршити изградњом препознатљивости, снижавањем трошкова, побољшањем квалитета, супериорним услугама, иновацијама, развијањем партнерских односа са потрошачима, итд. У избору нове позиције организација треба да оцијени два важна фактора. Први се односи на трошкове помјерања марке на одређени сегмент. Ови трошкови укључују трошкове промјене квалитета, услуга, паковања, промоције, имиџа и сл. По правилу расту са удаљеношћу од претходне, старе позиције, односно битнија помјерања захтијевају веће трошкове. Други фактор се односи на приходе које ће остварити марка у својој новој позицији. Они зависе од броја потрошача на сегменту, просјечне стопе њихових куповина, броја и снаге конкурената и новоформиране цијене производа на том сегменту. Организација врши избор на основу поређења очекиваних прихода и трошкова сваке алтернативе репозиционирања.